# Jean de Lens
Jean de Lens, est un orfèvre français, né à Bruxelles en janvier 1616, et décédé à Paris le 13 décembre 1689, fils de Guillaume de Lens, maître orfèvre à Bruxelles, et de Marie van Opstal, sœur du fameux sculpteur Gérard van Opstal fondateur de l'Académie Royale des Beaux-Arts de Paris.

## Sa vie
Il avait épousé à Paris en 1644, paroisse Saint-Étienne, Catherine Swellinck, née à Paris le 8 mars 1616 y décédée en 1684, fille du graveur Jean Swellinck et de Catherine Moncornet.

## Sa carrière
Jean de Lens fut un orfèvre renommé de son temps qui devint Orfèvre ordinaire de Monsieur frère unique du Roi, mais la fonte de l'orfèvrerie royale a empêché jusqu'à présent une étude approfondie de sa production.
Il faisait partie à Paris d'un groupe d'orfèvres d'origine bruxelloise, comme Philippe van Dievoet que l'on retrouve comme parrain d'un de ses petits-fils.

## Famille
- Guillaume de Lens (1588-1637), maître orfèvre à Bruxelles, marié à Marie van Opstal (1588-1655), sœur de Gérard Van Opstal (vers 1594-1668), un des fondateurs de l’Académie royale de peinture et de sculpture de Paris, en 1648,
  - Jean de Lens (1616-1689), orfèvre, marié en 1644 à Catherine Swelinck (1616-1684), fille de Jean Swelinck[1], graveur, marié vers 1615 à Catherine Montcornet († après 1643), fille de Pierre Montcornet, tapissier du roi (flamand de Bruxelles),
    - Pierre de Lens marié en 1677 à Marianne Choisy, fille d'un fondeur, fabricant d'instruments de mathématiques, quai de l'Horloge,
    - Henriette Marguerite de Lens (vers 1665- ) mariée à Ambroise Gaudin de La Potherie (vers 1660- ),
      - Catherine Gaudin de La Potherie (vers 1695-1721) mariée en 1714 à Alexandre Julien Clément (1685-1747)
        - Augustin Jean Charles Clément de Bizon (1717-1804), évêque constitutionnel de Versailles (1796-1801)

    - Marie Geneviève de Lens mariée à Charles-Antoine Hérault,
      - Charles Hérault, né vers 1678, mort le 26 janvier 1683,
      - Jacques Charles Hérault (1679- ), peintre,
      - Marie Catherine Hérault (1680-1743) mariée à Louis de Silvestre (1675-1760), fils d'Israël Silvestre
        - Marie-Maximilienne de Silvestre (1708-1798), peintre
        - François Charles de Silvestre (1712-1780), peintre, marié en 1745 à Marie Catherine Marteau (vers 1715- )
        - Marie Thérèse de Silvestre (1721-1757) mariée en 1741 à Pierre Joseph Pierrart (†1711)

      - Madeleine Hérault (1682- ) mariée en 1707 à Jean Bérain (1674-1726), dessinateur du cabinet de la chambre du roi en 1704, fils de Jean Bérain, neveu de Claude Bérain (vers 1645-1729), graveur, et frère de Pierre Martin Bérain (†1758), historien et prévôt du chapitre de Hazelach en 1742[2],
      - Charles Hérault a épousé en 1728 Marianne Bailleul, fille d'un maître peintre,
      - Geneviève Catherine Hérault mariée à Pierre Dulin, peintre ordinaire du roi, frère de Nicolas Dulin, architecte et contrôleur des Bâtiments du roi,
      - Marie-Anne Hérault mariée à Louis Marteau, menuisier ordinaire des bâtiments du roi, 
        - Louis-François Marteau (1715-1804), peintre installé en Pologne,

      - Catherine Hérault (1691-1753) mariée en 1715 avec Joseph Charles Roëttiers (1691-1779), graveur ordinaire des médailles du roi et graveur général des monnaies,
        - Charles Norbert Roëttiers (1720-1772), graveur général des monnaies,

      - Anne-Auguste Hérault[3] (†1771), peintre, admise à la maîtrise en 1721, appelée à l'époque Académie de Saint-Luc, mariée à François Hutin, peintre de Stanislas, roi de Pologne[4], bourgeois de Paris,
        - Charles-François Hutin (1715-1776), directeur de l'Académie royale des beaux-arts de Dresde,
        - Silvestre-Nicolas Hutin, avocat au parlement de Paris,
        - Pierre Hutin (1723-1763), sculpteur et graveur, marié en 1748 à Marie Anne Ursule Castagnery, mort à Muskau en Lusace en 1763,
        - Jean-Baptiste Hutin (vers 1726-vers 1786), peintre,

      - Antoine-Nicolas Hérault (1693- ), encore mineur à la mort de son père.

    - Catherine de Lens mariée en 1673 à Pierre Leblanc (1631-1687) peintre ordinaire des Ordres du Roi, dmt rue des Arcis.
    - François de Lens (mort avant 1731), orfèvre joaillier quai des Orfèvres à Paris marié en 1682 à Catherine Lemoyne (morte après 11/9/1731), fille de Jean Lemoyne dit de Joinville (1638-1709) maître peintre et de sa première épouse en 1660 Elisabeth Rousselet (remarié en 1677 à Françoise de Lens, fille de Jean de Lens) et non pas de Jean Lemoyne (1638-1715) dit de Paris fils de Louis Lemoyne dit Le Lorrain. Ils ont eu cinq enfants, trois fils et deux filles.
      - François Philippe de Lens né Quai des Orfèvres, baptisé le 23 février 1695 (parrain : l'orfèvre Philippe Van Dievoet), marchand mercier rue Saint-Honoré, paroisse Saint-Germain l'Auxerrois, marié à Marguerite Plu dont,
        - Jacques Antoine de Lens (1723-1806), échevin de Paris, marié à Michelle Larcher
          - Adrien François de Lens (1753- ), sieur de Fontenois, marié à Marguerite Bunou
            - Adrien Jacques de Lens, médecin français, né à Paris en 1786, mort en 1846, membre de l'Académie de médecine de Paris.